# Estación de Calzada del Coto
Calzada del Coto fue un estación de ferrocarril con la categoría de apartadero, situada en el municipio español de Calzada del Coto, en la provincia de León, comunidad autónoma de Castilla y León. Actualmente por las vías siguen pasando los trenes, pero sin efectuar parada desde mediados de los años 90. El edificio de la estación fue demolido en 2005.

## Situación ferroviaria
La estación se encontraba en el punto kilométrico 67,715 de la línea férrea de ancho ibérico que une Venta de Baños con Gijón a 830 metros de altitud, entre las estaciones de Sahagún y El Burgo Ranero. El tramo es de vía doble y está electrificado. Históricamente la estación pertenecía a la línea Palencia-La Coruña.

## Historia

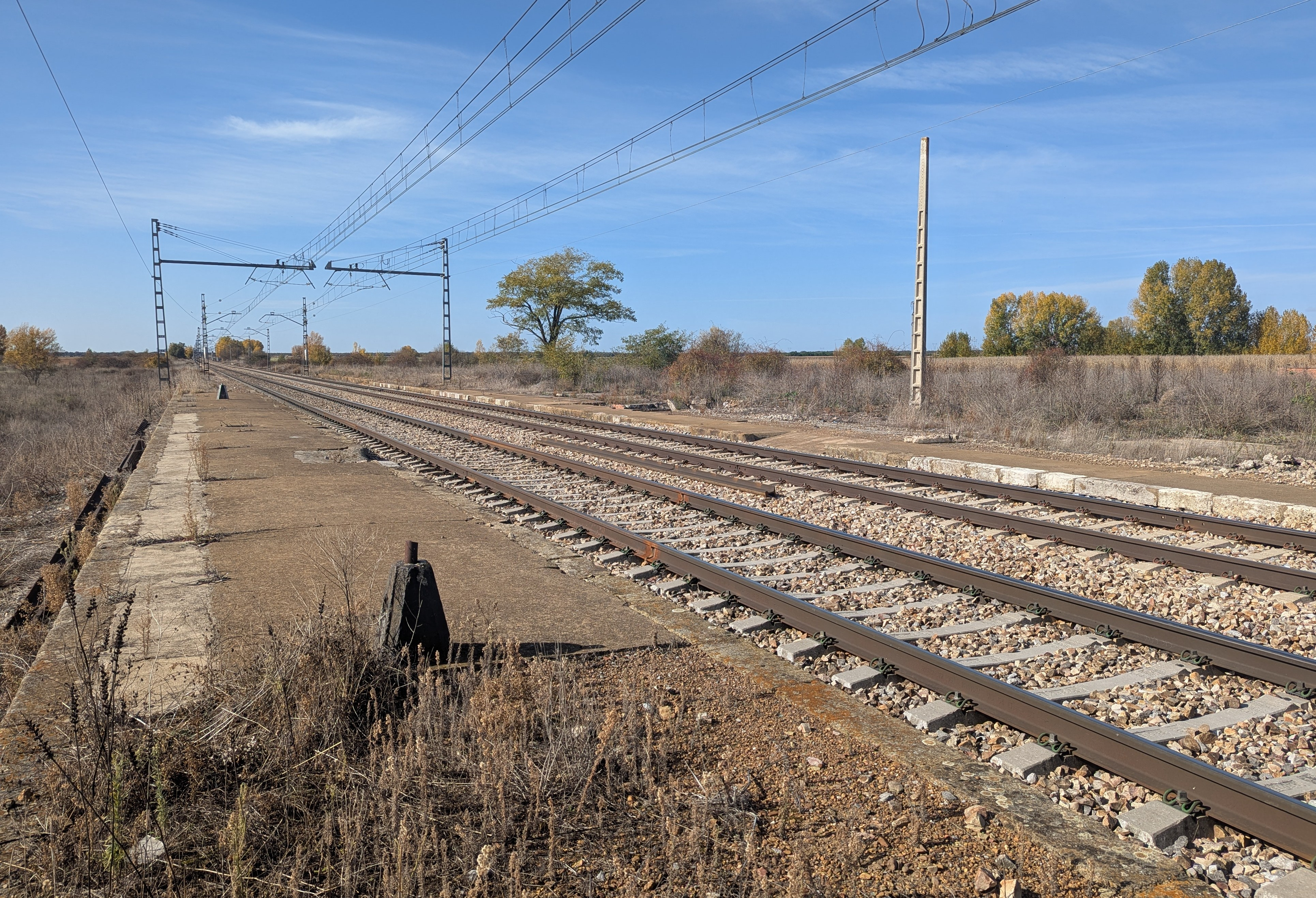
Andenes de la estación en 2024

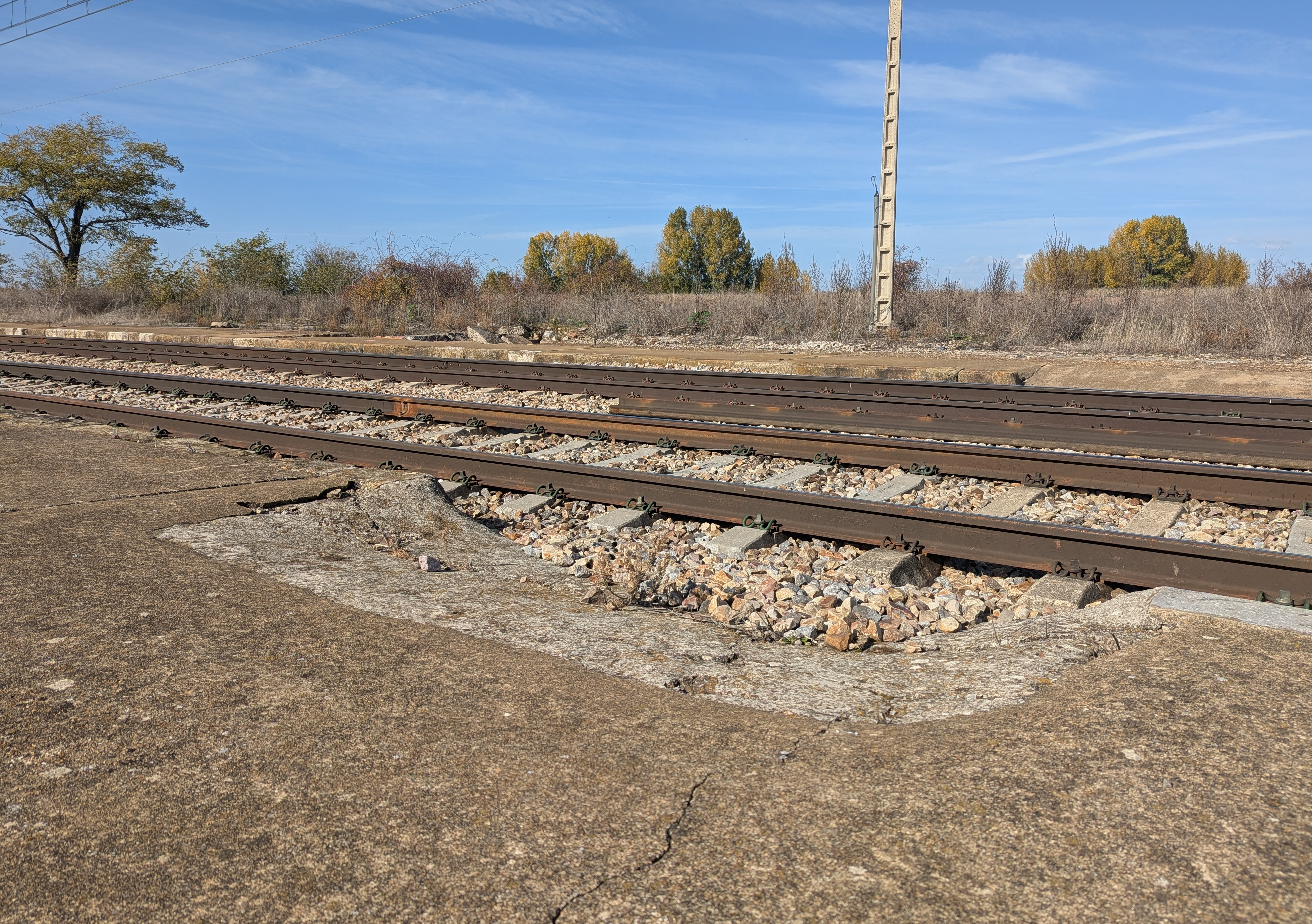
Restos del paso a nivel en 2024

La estación fue abierta al tráfico el 8 de noviembre de 1863 con la puesta en marcha del tramo León-Palencia de la línea que pretendía unir Palencia con La Coruña. La Compañía de los Ferrocarriles del Noroeste de España constituía en 1862 fue la encargada de la construcción y explotación del trazado. En 1878, apremiada por el Estado para que concluyeran sus proyectos en marcha Noroeste se declaró en quiebra tras un intento de fusión con MZOV que no prosperó. Fue entonces cuando la estación pasó a manos de la Compañía de los Ferrocarriles de Asturias, Galicia y León creada para continuar con las obras iniciadas por Noroeste y gestionar sus líneas. Sin embargo la situación financiera de esta última también se volvió rápidamente delicada siendo absorbida por Norte en 1885. En 1941, la nacionalización del ferrocarril en España supone la desaparición de esta última y su integración en la recién creada RENFE.
En 1963 la estación contaba con tres Regionales diarios Valladolid-León-Valladolid. En 1980 se sustituyó el bloqueo telefónico por el bloqueo automático, provocando el cierre de la estación en 1985 suprimiéndose tanto los cambios de vía como el acceso a los muelles de carga y vías de apartado de vagones. Sin embargo continuó con servicio de viajeros, ahora como un apeadero, atendido por tres trenes Interurbanos por sentido al día hasta mediados de los años 90 en que se redujo la oferta a un solo Regional por sentido al día siendo finalmente suprimida la parada. Desde el 31 de diciembre de 2004 Renfe Operadora explota la línea mientras que Adif es la titular de las instalaciones ferroviarias. El miércoles de Semana Santa de 2006 hubo un descarrilamiento de un mercancías entre Sahagún y Calzada que dejó cortada la vía durante 24 horas y provocó que más de 1.000 viajeros de diversos trenes quedaran atascados en Sahagún en espera de transbordos.
En cuanto al tráfico de mercancías, en la estación de Calzada del Coto se facturaban principalmente vagones cargados con abundante cantidad de lechazos y paja con destino en Asturias.

## La estación
El edificio de la estación se encontraba situado a un kilómetro y medio al norte de Calzada del Coto y a dos kilómetros al oeste de Codornillos (en línea recta). Debido a su separación de ambas localidades se formó un pequeño poblado alrededor de la estación, donde residían trabajadores de la estación y sus familias. 
El edificio para viajeros era un edificio de base rectangular y dos plantas con disposición lateral a las vías. Estaba cubierto con un tejado de dos vertientes y sus paredes estaban revestidas de piedra y en menor medida ladrillo. Contaba con dos vías principales (vías 1 y 2) y dos vías derivadas (vías 3, 5). Dos andenes, uno lateral y otro central dan acceso a las vías. El cambio de andén se realizaba gracias a dos pasos a nivel. Tras el cierre al tráfico de pasajeros se suprimieron los cambios de vía y el acceso a los muelles de carga y las vías de apartado de vagones. Tras su abandono, el edificio sufrió los estragos del vandalismo hasta su controvertida demolición en 2005.